# Fritz Lüsch
Herman Fredrik "Fritz" Georg Lüsch, född 17 mars 1864 i Uppsala, död 14 april 1950 i Lysekil, var en svensk präst.
Fritz Lüsch var son till arrendatorn Johann Christian Philip Lütsch. Efter mogenhetsexamen i Norrköping 1885 blev han student vid Uppsala universitet och avlade filosofie kandidatexamen 1888 samt teoretisk teologisk examen 1893. Han avlade även folkskollärarexamen i Uppsala och prästvigdes 1893 för Härnösands stift. Efter en kort tjänstgöring som pastorsadjunkt i Ragunda församling var Lüsch 1894–1899 föreståndare för Gustafsbergs barnhus och 1898–1900 fängelsepredikant i Göteborg, där han sedan var predikant vid ålderdomshemmet 1900–1911 och vid Allmänna och Sahlgrenska sjukhuset 1901–1911. Han var lärare vid Kjellbergska flickskolan 1903–1906 och vid Nya Elementarläroverket för flickor 1903–1908. Lüsch blev 1911 kyrkoherde i Lysekils församling och 1922 kontraktsprost, samt 1947 emeritus. Han var ledamot av styrelsen för Göteborgs diakonissanstalt 1925–1945 och för stiftets diakoniråd 1927–1945. Lüsch tillhörde Göteborgs stadsfullmäktige 1907–1911 och var ledamot av Lysekils stadsfullmäktige 1913–1938 varav som ordförande 1914–1930. Han var ledamot av kulturminnesrådet i Bohuslän 1933–1946 och ordförande i fornminnessällskapet Vikarvet från 1946 och Bohusläns fornminnes- och hembygdsförbund från samma år. Han gjorde sig även känd som idrottare och friluftsmänniska.